# شفیع
شفیع یک نام خانوادگی است. افراد شاخص با این نام از این قرارند:
- بهرام شفیع، گزارشگر، مجری و مدیر ورزشی اهل ایران
- رضا شفیع، بازیگر سینما اهل ایران
- مینو شفیع، بازیگر سینما و تلویزیون اهل ایران
- [حسين شفيع] , تهيه کننده و صدابردار راديو يزد

## نام‌های مشابه
- مریم شفیع‌پور، زندانی سیاسی اهل ایران
- حسن شفیع‌زاده، فرمانده توپخانهٔ سپاه